# Nůžky

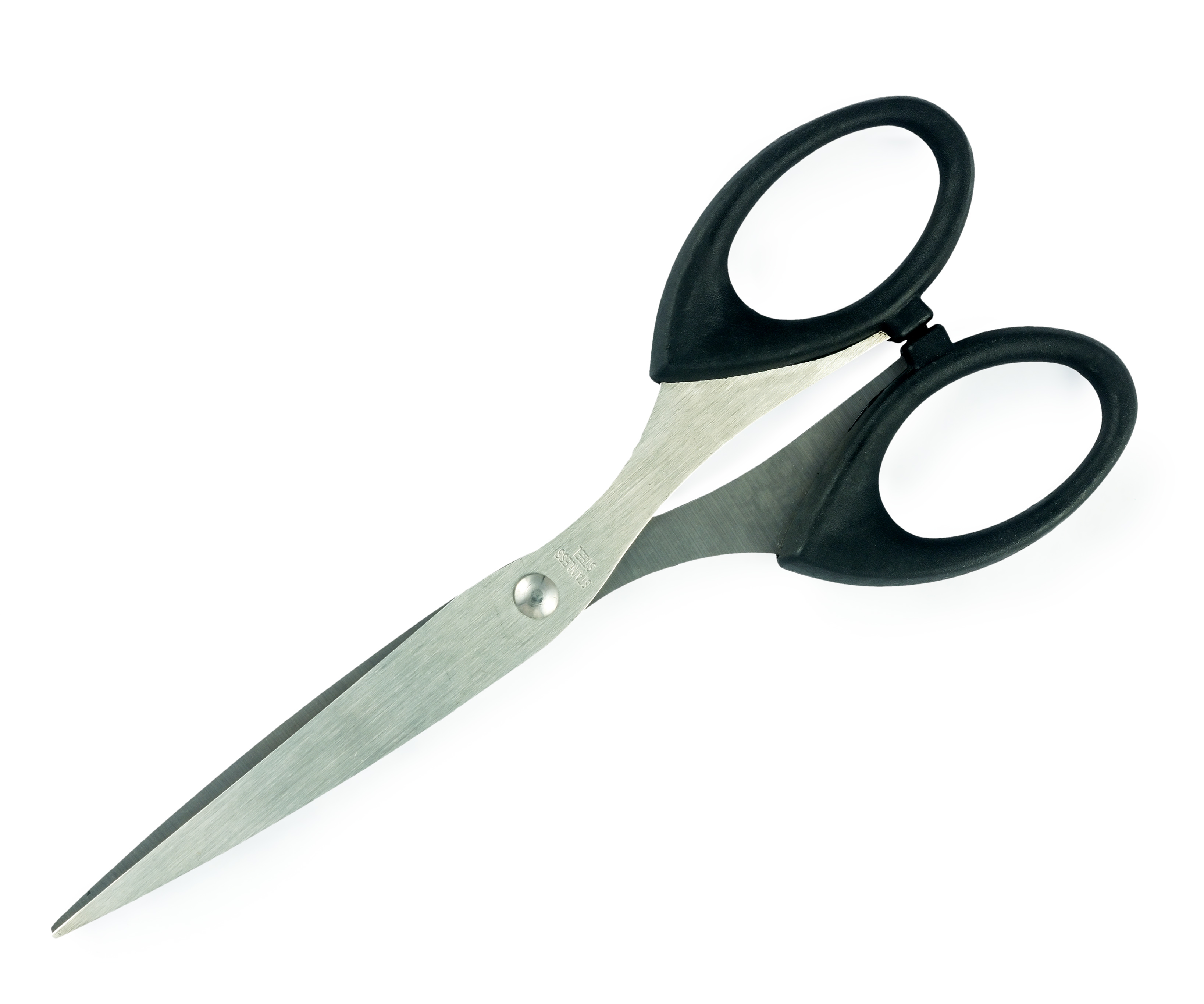
Obvyklé kancelářské nůžky

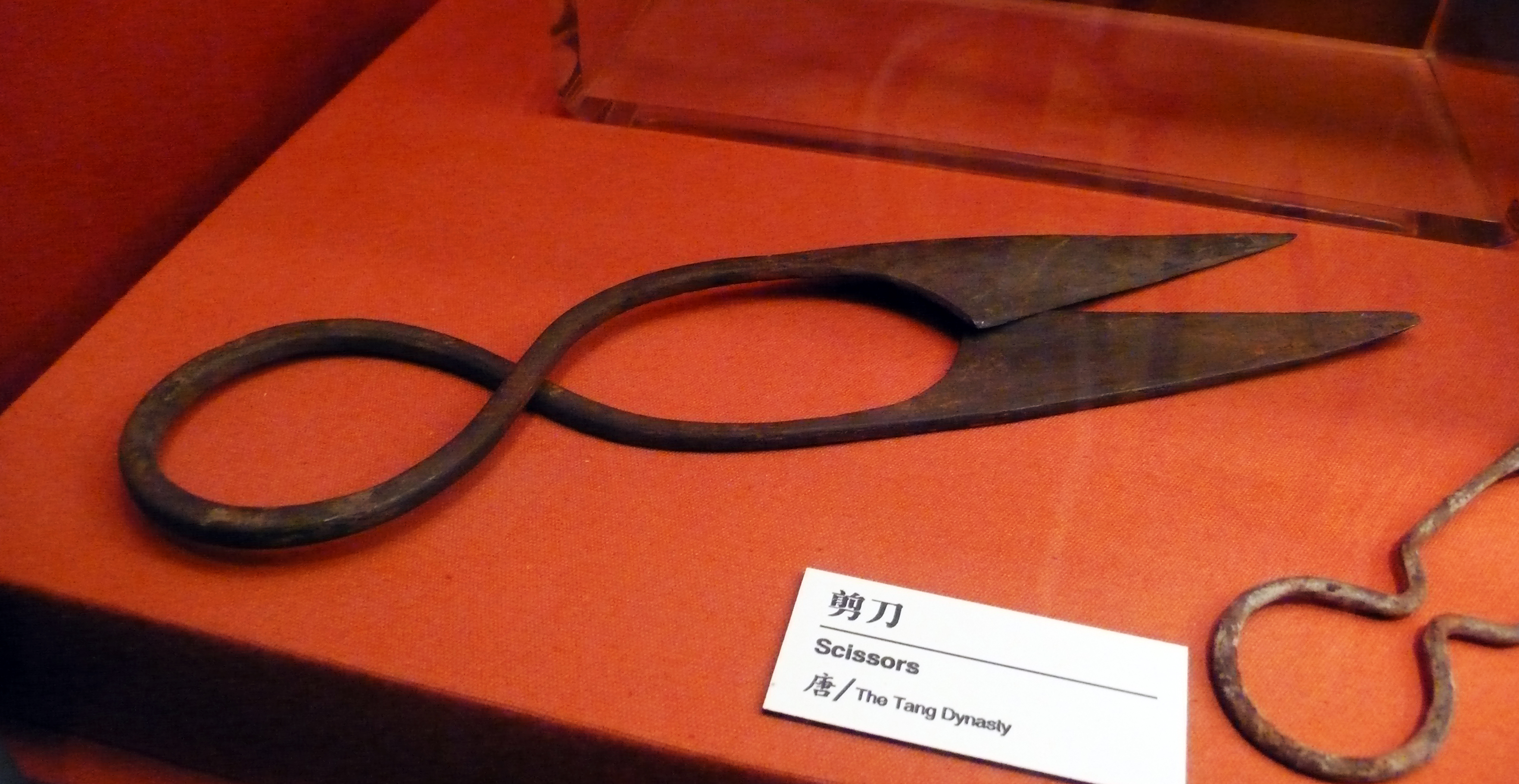
Pružinové nůžky – Čína, Dynastie Tchang

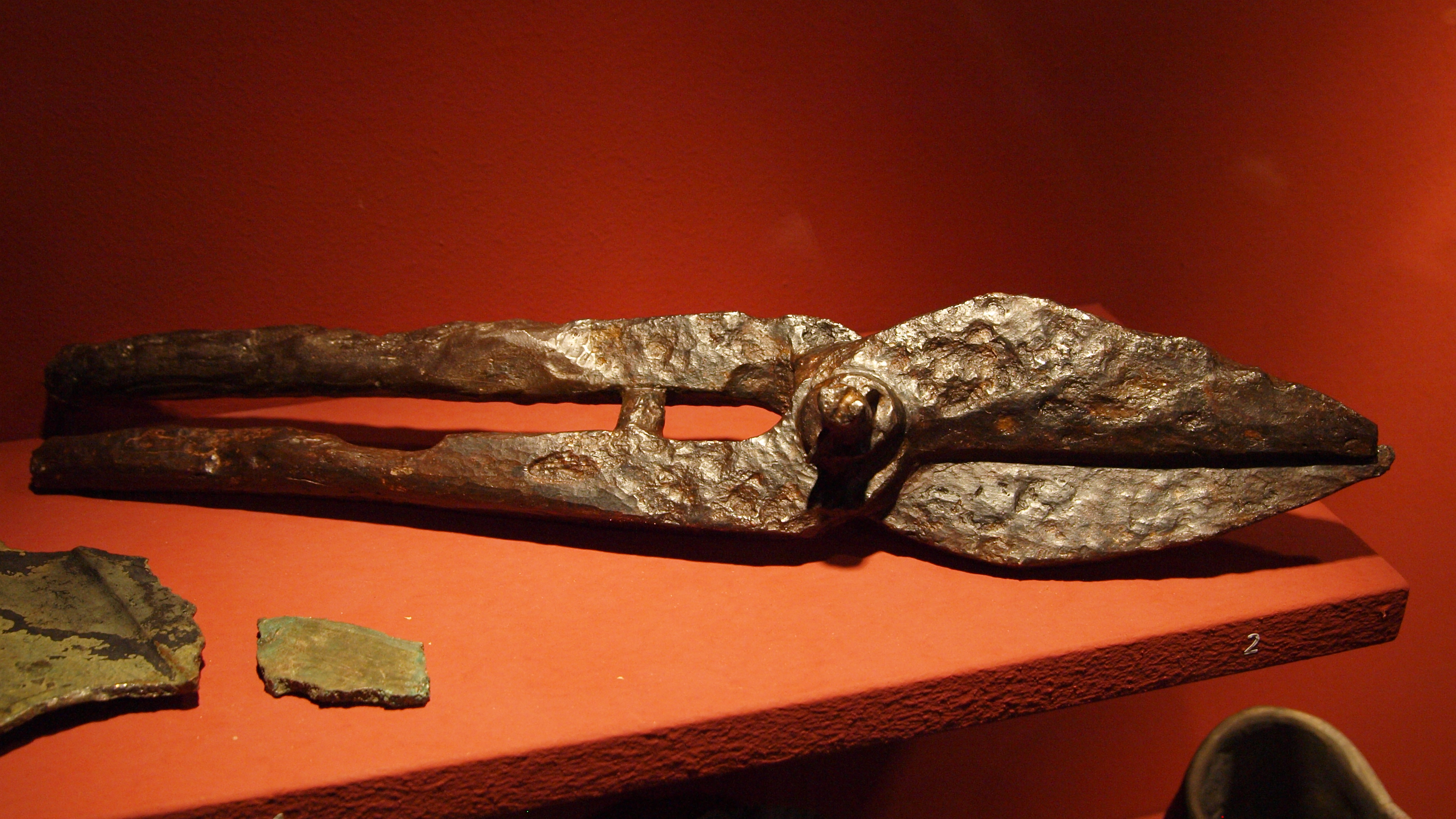
Antické římské nůžky. Nález z římského kastela ve Straubingu. Datováno přibližně mezi 1. až 4. stol. našeho letopočtu. (Gäubodenmuseum, Straubing)

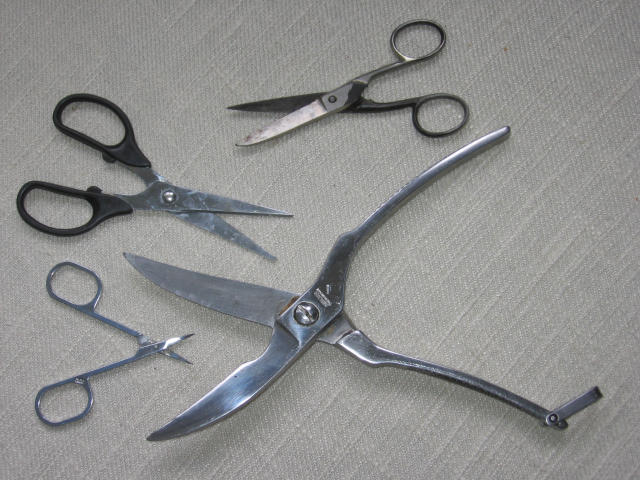
Různé typy otočných nůžek

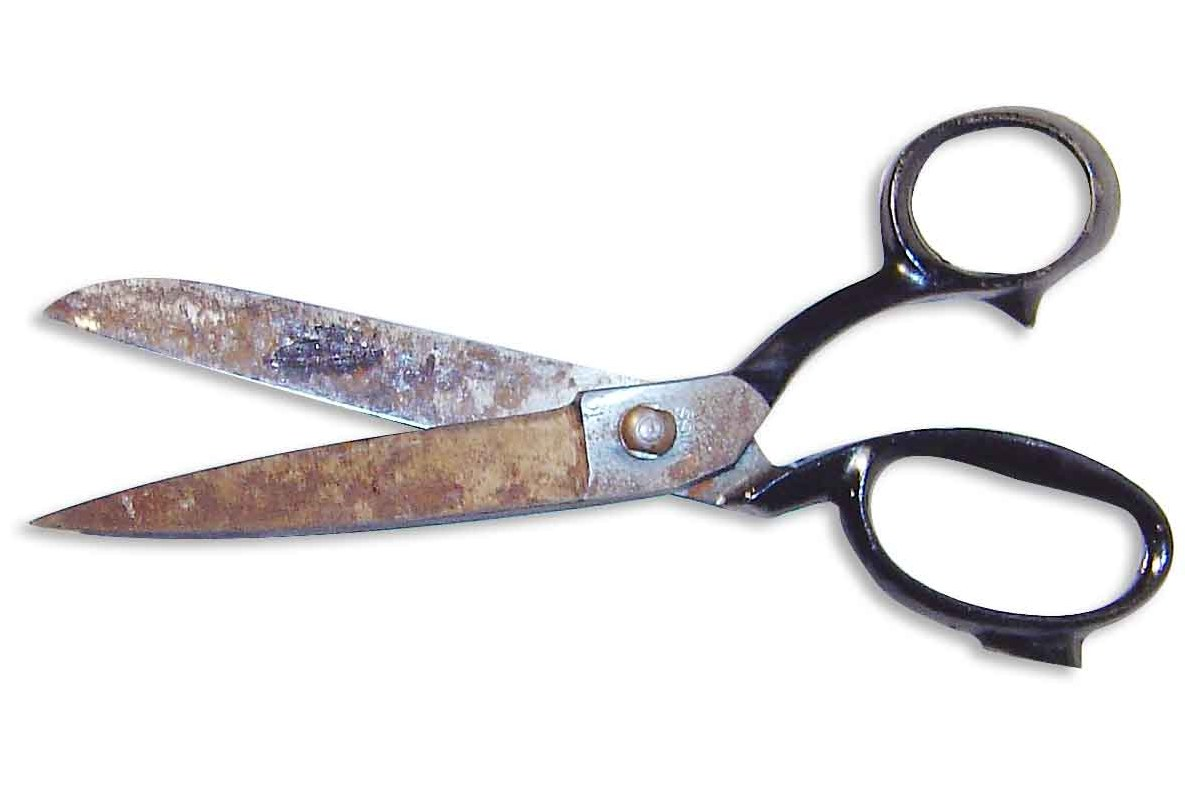
Krejčovské nůžky

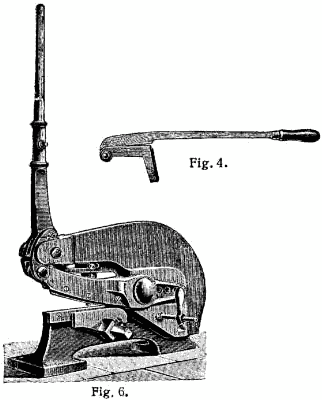
Pákové nůžky

Nůžky jsou nástroj nebo i stroj určený pro oddělování (povětšinou plochých či tenkých) materiálů, jako je papír, látka, plastická hmota, vlasy, nehty, kůže ale i plechy či maso apod. Rozdělování materiálu se děje střihem, činnost se pak nazývá stříhání. Nůžky byly pravděpodobně vynalezeny kolem roku 1500 př. n. l. ve starověkém Egyptě. Jednalo se o nůžky pružinové. První moderní otočné nůžky vyrobili kolem roku 100 n. l. Římané, ale sériově z lité kalené oceli je začal vyrábět Robert Hinchliffe v Londýně roku 1761.

## Mechanika nůžek
Nůžky můžeme rozdělit podle mechanického uspořádání:
- nůžky pružinové – čepele jsou spojeny pružinou, jejíž deformace určuje vzájemný pohyb čepelí
- nůžky otočné – čepele jsou spojeny otočným čepem
- nůžky suvné – vzájemný pohyb čepelí je přímočarý
  - nůžky padací (tabulové) – s jednou posuvnou čepelí
  - nůžky lištové – s posuvnou ozubenou lištou
- nůžky kruhové – čepele jsou tvořeny hranami rotujících kotoučů

## Ruční nůžky
Skládají se (až na výjimky) ze dvou čepelí, které k sobě těsně přiléhají, většinou bývají obě čepele hladké a rovné, ale mohou být i vroubkované. Výjimku tvoří nůžky na maso (převážně kuřecí), které se užívají k oddělování šlach a organických spojů od živočišných tkání. Doma běžně používáme kancelářské nůžky na papír, používají se zde ale i mnohem masivnější a ostřejší nůžky krejčovské. Speciální nůžtičky stříhají nehty (součást manikúry), jiné speciální nůžky jsou nůžky kadeřnické resp. vlasové. Zahradnické nůžky zase slouží k oddělování větví a stonků rostlin. Zahradnické nůžky a nůžky na maso mohou být opatřeny pružinou, která vytváří protitlak vůči stisku rukou, aby byla vyvinuta větší síla v místě oddělení, zpravidla ocelová pružina také udržuje tyto nůžky otevřené, proto mají pojistku, která se zpravidla liší provedením zajištění od výrobce k výrobci. Dalším druhem zahradnických nůžek jsou nůžky pro zarovnávání živých plotů. Velké pákové nůžky slouží ke stříhání drátů, plechů a dalších kovových součástí (mohou být v provedení ručním i stolním) kupř. v zámečnických a klempířských dílnách. Speciální typy nůžek se používají také ve zdravotnictví.
Speciální nůžky, kterými se zkracoval hořící knot svíčky, se nazývaly štipec či kratiknot. Byly opatřené malou kovovou skříňkou na hořící ústřižky knotu proti propálení ubrusu a mohly mít i malé nožičky proti ušpinění stolu. Byly velmi rozšířené v době, kdy svíčky představovaly hlavní, avšak drahý, zdroj světla. Kratší knot znamenal menší plamen a delší dobu hoření.
Nůžky existují v mnoha různých velikostech i tvarech – od miniaturních nůžtiček na nehty a modelářské nůžky až po velké dílenské stolní pákové nůžky či velké zahradnické nůžky. Příbuznými pracovními stroji a nástroji nůžek mohou být třeba kancelářské řezačky na papír, ořezávačky fotopapírů či skartovací stroje.
Na principu oboustranné páky pracují též příbuzné pracovní nástroje zvané kleště.

## Strojní nůžky

### Průmyslové nůžky
Strojní průmyslové nůžky patří do skupiny tvářecích strojů.
- Velké strojní (nemusí být vždy pákové) nůžky na stříhání plechů (příbuzným strojním zařízením je lis, který také může stříhat různé součásti – vhodný je zejména pro prostřihování otvorů)

- Kotoučové nůžky pro tvarové stříhání plechu, skládají se ze dvou protiběžných nástrojových kol ve tvaru komolého kužele, které se svým břitem dotýkají (zkosení kuželů zde bývá ve velmi ostrém úhlu – břit nástroje tvoří spodní hrana komolého kužele), střih je zde prováděn odvalováním stříhaného materiálu mezi oběma otočnými břity obou kol

- Bourací hydraulické nůžky v mobilním provedení se používají např. při demolici kovových staveb, železobetonových konstrukcí apod.

### Stříhací stroje
Mezi strojní nůžky resp. střihací stroje patří také specializovaná strojní zařízení pracující na principu vícebřitých nůžek resp. dvou či více ozubených protiběžných stříhacích lišt.
Jedná se např. o tato zařízení:
- lištové sekačky na trávu – stroje bývají konstruované pro pokos obilovin a travin (na principu lištové sekačky pracují i samovazací stroje či obilní kombajny). Tyto lištové sekačky pak někdy bývají lidově označovány termínem motorová kosa. Lištové sekačky na trávu dnes obvykle mívají svůj vlastní pohon buďto spalovacím motorem (obvykle dvoutaktní zážehový motor), nebo bývají poháněny elektromotorem. V dřívějších dobách, kdy se tyto sekačky hojně používaly i zemědělství, však tyto sekačky mohly být poháněny silou tažných zvířat (kůň, skot), později pak pomocí traktoru

- lištové křovinořezy – stroje konstruované pro tvarové zarovnávání či hromadný řez (obvykle dlouhých) živých plotů a větších křovních porostů (kupř. podél silnic a jiných dopravních cest) většinou v horizontální či vertikální poloze. Může se jednat jak o čistě ruční stroj tak i o mobilní mechanismus namontovaný na malém automobilu či na traktoru

- stříhací strojky, které se užívají v holičství a kadeřnictví pro stříhání vlasů, popřípadě pro stříhání ochlupení člověka i zvířat, tyto strojky bývají poháněny vždy malým elektromotorkem

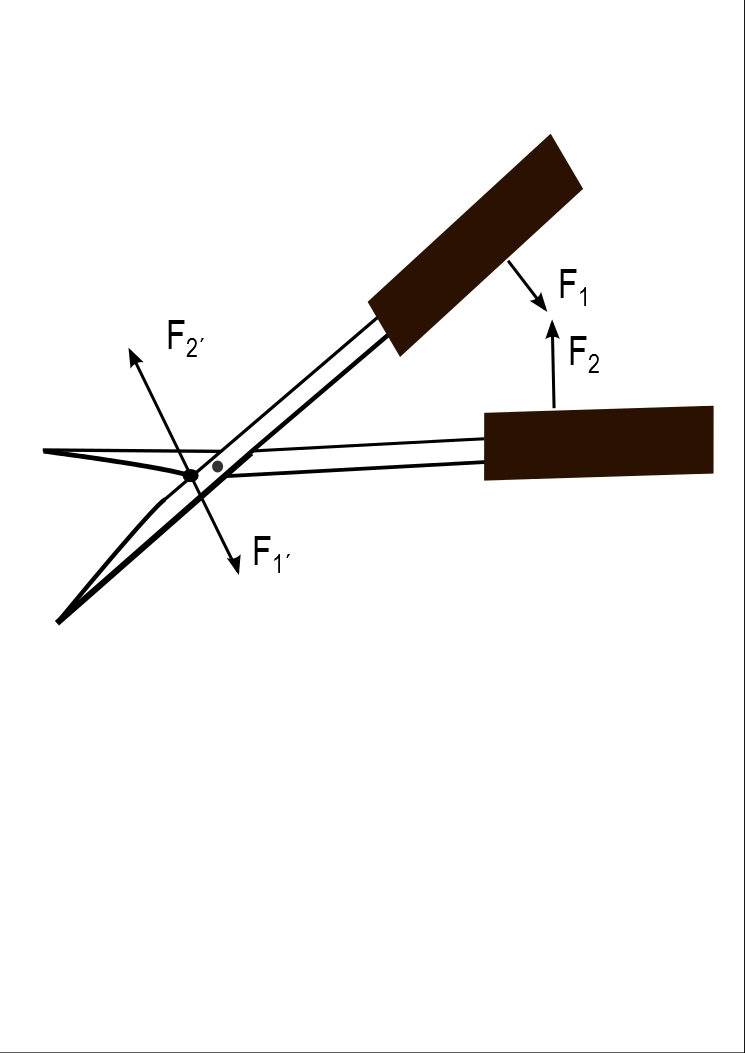
Zahradnické nůžky